# Nicosia de Nord
Nicosia de Nord (în turcă [Kuzey] Lefkoşa pronunție în turcă [kuˈzej lefˈkoʃa]) este cel mai mare oraș din statul de facto Ciprul de Nord, care servește și drept capitală a acestui stat parțial recunoscut. Acesta este de fapt partea nordică a orașului divizat Nicosia. În 2011, Nicosia de Nord avea o populație de 61.378 de locuitori.
După violențele interetnice din Cipru din anii 1960, capitala Republicii Cipru a fost divizată în 1963, între comunitățile ciprioților greci și ciprioților turci de pe insulă, în sud și nord, respectiv.

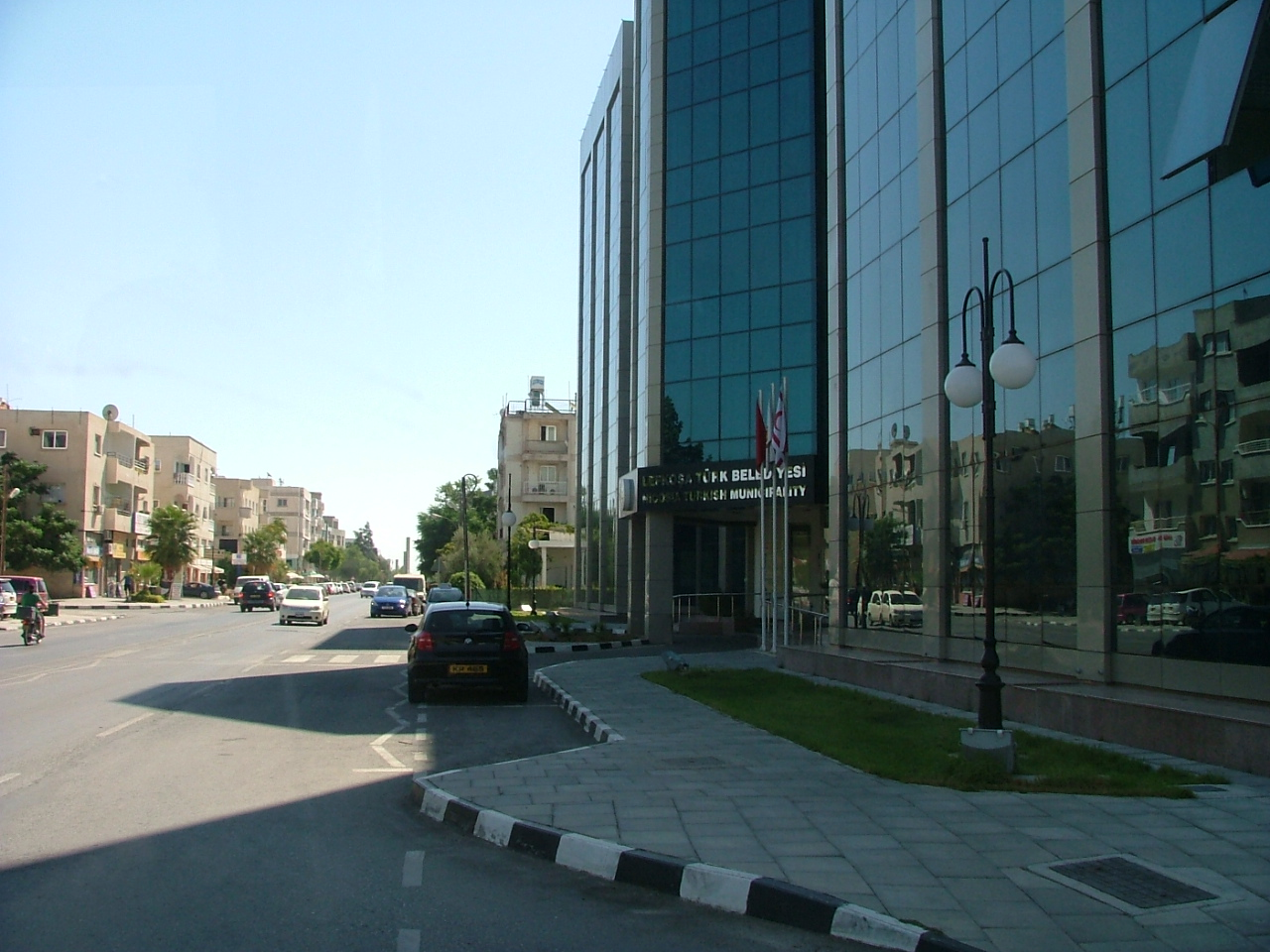
Clădirea primăriei din Nicosia de Nord

Orașul este guvernat de Municipalitatea Turcă a Nicosiei, care este recunoscută și de constituția Republicii Cipru. Municipalitatea Turcă a Nicosiei este condusă de un primar, funcție deținută în prezent de Mehmet Harmancı, din partea Partidului Democrației Comunale (TDP).

## Istoric primari
Mai jos este lista primarilor Municipalității Turcești a Nicosiei, de la înființarea ei în 1958 până în prezent:
- Tahsin Gözmen: 1958–1962
- Cevdet Mirata: 1962–1962
- Fuat Celalettin: 1962–1968
- Ziver Kemal: 1969–1976
- Mustafa Akıncı: 1976–1990
- Burhan Yetkili: 1990–1994
- Şemi Bora: 1994–2002
- Kutlay Erk: 2002–2006
- Cemal Metin Bulutoğluları: 2006–2013
- Kadri Fellahoğlu: 2013–2014
- Mehmet Harmancı: 2014–prezent

## Cartiere
Nicosia este divizat în câteva diviziuni administrative, numite mahalleler (singular: mahalle) sau cartiere. Fiecare din aceste cartiere este condus de un muhtar, care este ales de rezidenții locali. Sub jurisdicția Municipalității Turcești a Nicosiei sunt 25 de cartiere. Mai jos este lista cartierelor ordonată după numărul populației conform recensământului din 2011:

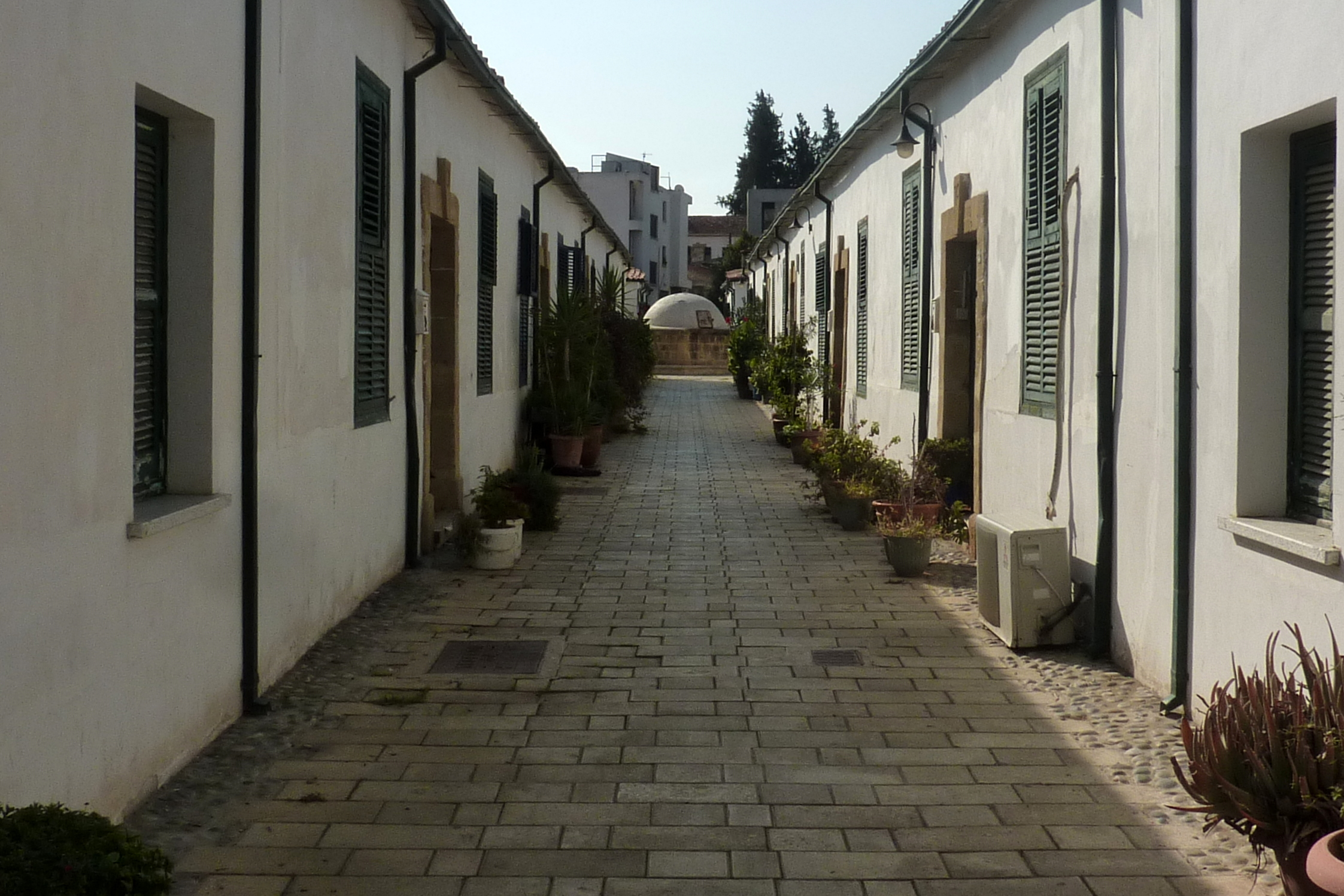
Cartierul istoric Samanbahçe din İbrahimpaşa

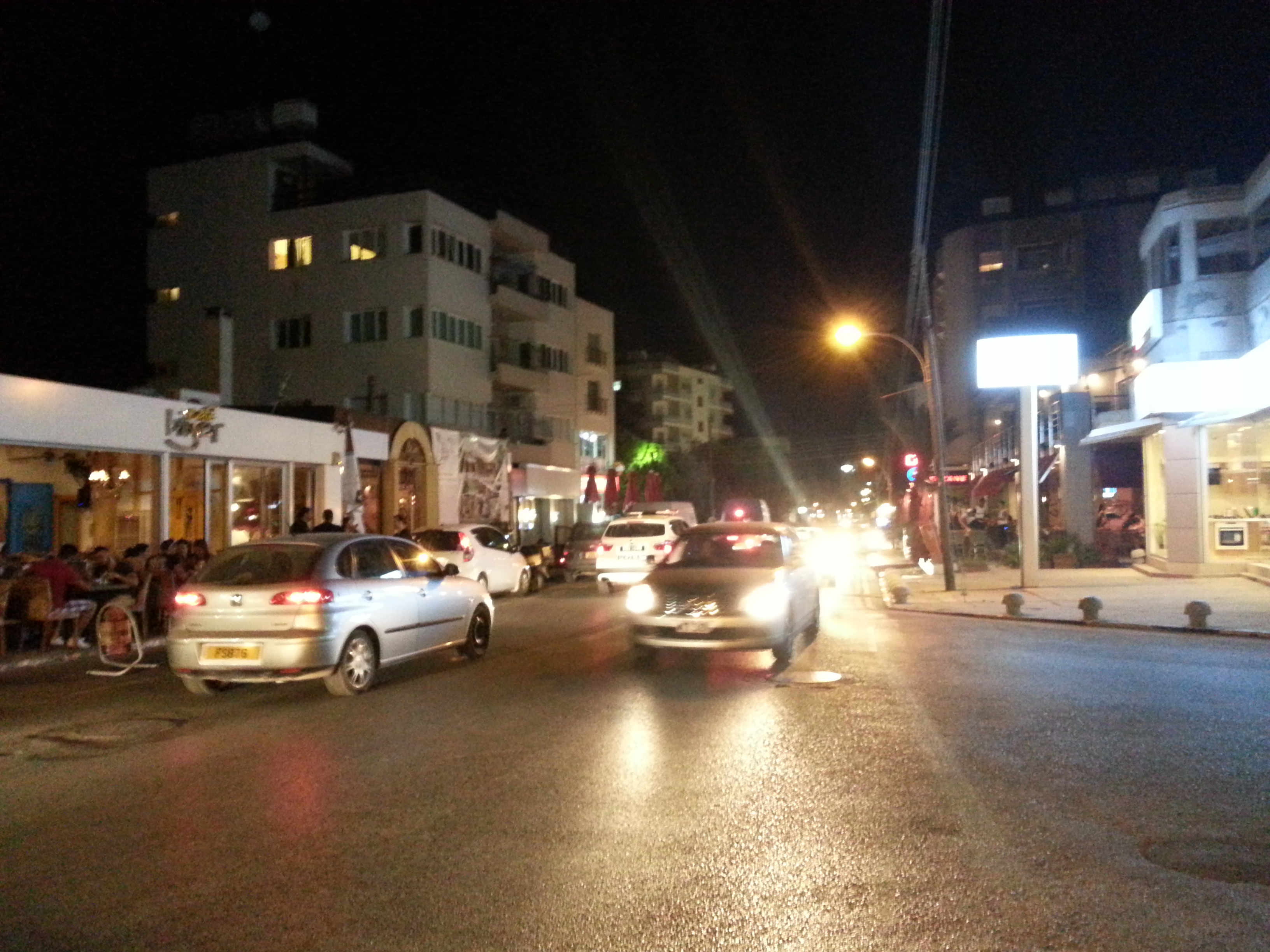
Regiunea Dereboyu din cartierul Köşklüçiftlik

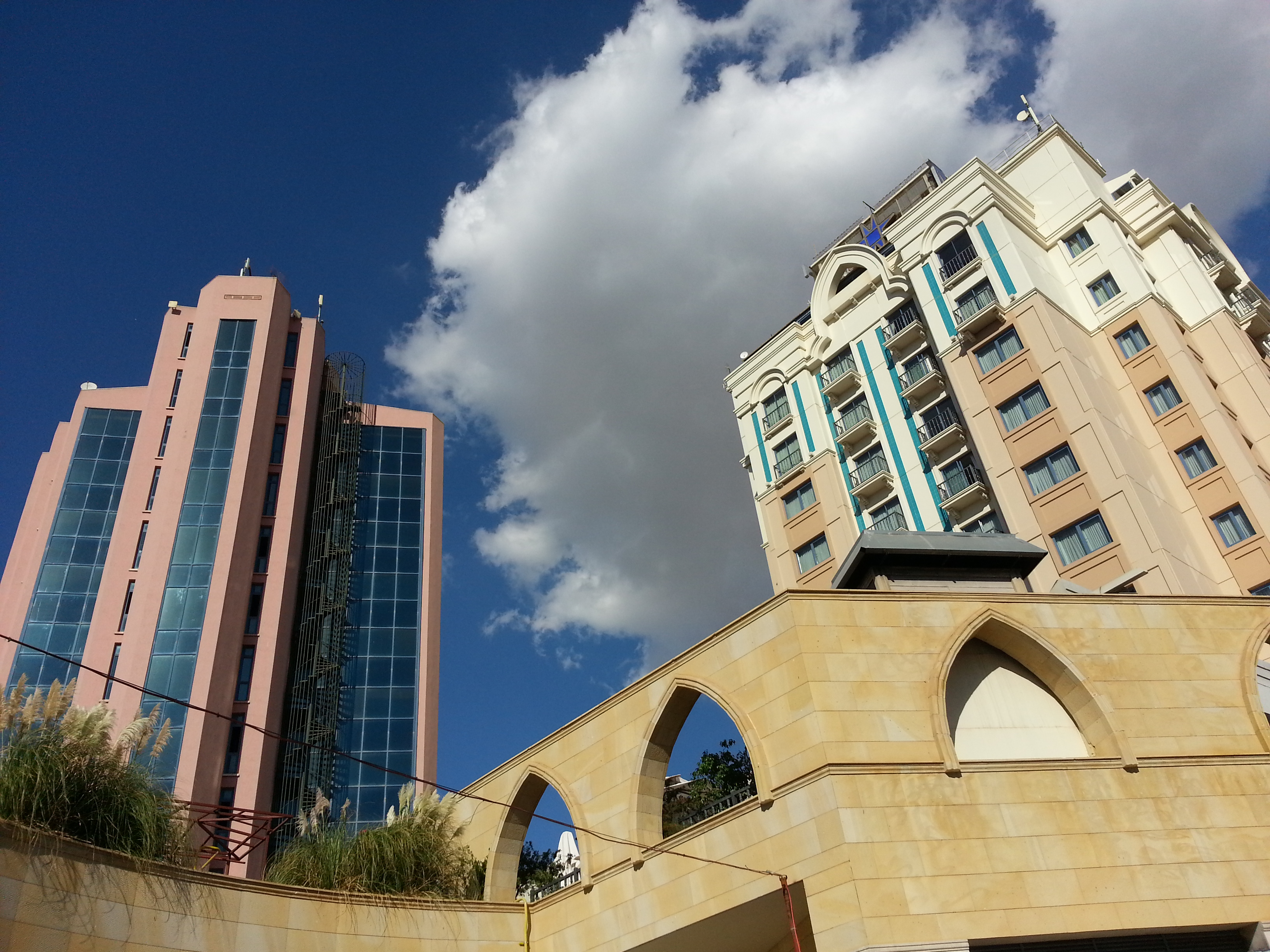
Vedere din Bedrettin Demirel Avenue, Kumsal

| Cartier        | Populație |
| -------------- | --------- |
| Küçük Kaymaklı | 10,572    |
| Ortaköy        | 8,868     |
| Hamitköy       | 5,338     |
| Haspolat       | 4,204     |
| Taşkınköy      | 3,847     |
| Yenişehir      | 3,715     |
| Kızılay        | 3,535     |
| Marmara        | 3,081     |
| Göçmenköy      | 3,003     |
| Köşklüçiftlik  | 2,939     |
| Aydemet        | 2,314     |
| Kumsal         | 1,855     |
| Yenicami       | 1,663     |
| Çağlayan       | 1,307     |
| Selimiye       | 878       |
| Akkavuk        | 793       |
| Abdi Çavuş     | 568       |
| İbrahimpaşa    | 566       |
| Arabahmet      | 561       |
| Ayluka         | 489       |
| Karamanzade    | 351       |
| Mahmutpaşa     | 314       |
| Kafesli        | 233       |
| İplikpazarı    | 229       |
| Haydarpaşa     | 155       |

## Orașe înfrățite
| - Ankara, Turcia - Bursa, Turcia (din 1990) - Comrat, Republica Moldova (din 2006) | - Gaziantep, Turcia (din 2009) - Karbinci, Macedonia (din 2001) - Aračinovo, Macedonia (din 2002) |